# Aristolochia theriaca
Aristolochia theriaca là một loài thực vật có hoa trong họ Aristolochiaceae. Loài này được Mart. ex Duch. mô tả khoa học đầu tiên năm 1864.